# Котилозавры
Котилоза́вры (лат. Cotylosauria) — группа четвероногих позвоночных, в которую в разное время включались такие вымершие группы примитивных рептилий (либо промежуточных между амфибиями и рептилиями форм), как диадектоморфы, сеймуриаморфы, проколофониды, парейазавриды и капториноморфы. В разных классификациях ей присваивался ранг отряда, надотряда или подкласса. В современной систематике определённая в таком составе группа считается сборной, поэтому отдельный таксон «древних» котилозавров обычно больше не выделяется. Однако этим термином в ряде классификаций обозначается клада, включающая в числе прочего базальных амниот, то есть общих предков ныне живущих рептилий (в том числе птиц) и млекопитающих. В таком случае, согласно правилам кладистики, все амниоты считаются котилозаврами.

## Систематическое положение
В 1880 году известный американский палеонтолог Эдвард Коп определил незадолго до этого открытого диадекта (Diadectus) в отдельный отряд, которому он дал название Cotylosauria, от др.-греч. κοτύλη — «чашка» и σαῦρος — «ящерица». Новые находки привели к тому, что к отряду были причислены новые представители с неясной систематикой, обладавшие сплошной височной областью крыши черепа: сеймуриаморфы, капториноморфы, парейазавры и проколофоны.
В 1947 году Э. Олсон счёл это объединение некорректным и предложил альтернативное деление пресмыкающихся на парарептилий и эурептилий, однако другие палеонтологи продолжили использовать и частично переопределять группу Cotylosauria. 
В конце XX века появилась кладистика и стали разрабатываться новые филогенетические модели. Так, Готье и др. в 1988 году определили котилозавров как кладу, объединяющую общего предка диадектоморф с общим предком всех амниот, а также всех потомков этих предков. Земноводных сеймуриаморфов они объединили с котилозаврами в кладу батрахозавров, а остальные вышеуказанные группы оказались распределены по разным субкладам амниот. В 1995 году эту модель уточнили М. Лорен и Р. Рейс. Один из современных её вариантов можно представить в виде такой кладограммы (см. справа).

## Эволюция
Самые древние из групп, традиционно относимых к котилозаврам — диадектиды и капториниды — появились в среднем или верхнем карбоне, их находят в соответствующих отложениях на территории США. В верхней перми появляются мелкие насекомоядные проколофоны и крупные растительноядные парейазавры. В этот период котилозавры распространились практически по всей Пангее (находки в России, Центральной Европе, Центральной и Южной Африке, Индии). В триасе остались только проколофоны, вымершие к концу этого периода.
Котилозавры в понимании вышеописанных кладистических моделей живут и процветают доныне в виде современных рептилий, птиц и млекопитающих.

## Морфология
К котилозаврам в традиционном смысле относили довольно разнообразных животных (от мелких ящерицеобразных и насекомоядных до растительноядных, величиной с бегемота), объединяемых рядом примитивных черт. В их числе отсутствие височных ям, массивный посткраниальный скелет с короткими шеей и хвостом, двояковогнутые позвонки, короткие горизонтально расположенные (кроме парейазавров) конечности. Часто встречаются нёбные зубы.